# Brest (Bielorrússia)
Brest (em bielorrusso:  Брэст/Бéрасьце, transl. Bieraście), anteriormente Brest-Litovski e Brest-on-the-Bug, Berestia, é uma cidade da Bielorrússia, sendo uma das mais importantes do país. Sua população em 2019 era de cerca de 350 616 habitantes. Localiza-se próxima à fronteira com a Polônia, sendo a saída natural do país para a Europa Ocidental.
Bieraście foi fundada pela Rússia de Kiev no século XI com a designação de Brest-Litovski e foi anexada pela Império Russo em 1795. Em Março de 1918 foi aqui assinado o Tratado de Brest-Litovski, em que os russos cederam uma parte do seu território. Entre 1921 e 1939 pertenceu à Polônia, mas, depois da ocupação alemã durante a Segunda Guerra Mundial, foi integrada na antiga União Soviética.
A 70 km ao norte de Brest encontra-se o Parque Nacional de Belovezhskaya Pushcha que, junto com o Parque Nacional Białowieża (na Polônia), formam um santuário natural para o Bisão-europeu onde há também uma das poucas florestas mais preservadas na Europa. 
O Museu de Arqueologia, a catedral (ortodoxa), a Fortaleza de Brest, a Igreja de São Simão e a Igreja da Irmandade são importantes referências culturais da cidade.